# بالاليا
بالاليا قرية تقع إدارياً ضمن بلدية دريانوفو ‏ في بلغاريا. تعتمد بالاليا للبريد على الرمز البريدي 5370.